# Damina al-Gharbijja
Damina al-Gharbijja (arab. دمينة الغربية) – miejscowość w Syrii, w muhafazie Hims. W 2004 roku liczyła 1012 mieszkańców.